# José Vanetta
José Segundo Vanetta (Rosario de Lerma, Provincia de Salta, Argentina; 28 de noviembre de 2001) es un futbolista argentino. Juega como delantero y su primer equipo fue Juventud Antoniana de Salta. Actualmente se encuentra en Progreso de la Primera División de Uruguay.

## Clubes
- Actualizado al 9 de marzo de 2025

| Club                         | Div.                | Temporada           | Liga | Liga | Copa Nacional | Copa Nacional | Copa Internacional | Copa Internacional | Total | Total |
| Club                         | Div.                | Temporada           | PJ   | G    | PJ            | G             | PJ                 | G                  | PJ    | G     |
| ---------------------------- | ------------------- | ------------------- | ---- | ---- | ------------- | ------------- | ------------------ | ------------------ | ----- | ----- |
| Juventud Antoniana Argentina | 3.ª                 | 2022                | 6    | 1    | -             | -             | -                  | -                  | 6     | 1     |
| Juventud Antoniana Argentina | 3.ª                 | 2023                | 18   | 0    | -             | -             | -                  | -                  | 18    | 0     |
| Juventud Antoniana Argentina | 3.ª                 | 2024                | 13   | 1    | -             | -             | -                  | -                  | 13    | 1     |
| Juventud Antoniana Argentina | Total               | Total               | 37   | 2    | -             | -             | -                  | -                  | 37    | 2     |
| Unión Argentina              | 1.ª                 | 2024                | 0    | 0    | -             | -             | -                  | -                  | 0     | 0     |
| Unión Argentina              | Total               | Total               | 0    | 0    | -             | -             | -                  | -                  | 0     | 0     |
| Gimnasia (J) Argentina       | 2.ª                 | 2025                | 3    | 0    | -             | -             | -                  | -                  | 3     | 0     |
| Gimnasia (J) Argentina       | Total               | Total               | 3    | 0    | -             | -             | -                  | -                  | 3     | 0     |
| Progreso · Uruguay           | 1.ª                 | 2025                | 0    | 0    | -             | -             | -                  | -                  | 0     | 0     |
| Progreso · Uruguay           | Total               | Total               | 0    | 0    | -             | -             | -                  | -                  | 0     | 0     |
| Total en su carrera          | Total en su carrera | Total en su carrera | 40   | 2    | -             | -             | -                  | -                  | 40    | 2     |